# Bertil Uggla
Bertil Gustafsson Uggla (Solna, 19 agosto 1890 – Karlstad, 29 settembre 1945) è stato un astista, pentatleta e schermidore svedese.

## Palmarès
In carriera ha conseguito i seguenti risultati:
- Giochi olimpici:

Stoccolma 1912: bronzo nel salto con l'asta.
Parigi 1924: bronzo nel pentathlon moderno.
- Mondiali di scherma

1934 - Varsavia: bronzo nella spada a squadre.
1935 - Losanna: argento nella spada a squadre.